# Jørgen Kock
Jørgen Kock var dansk politiker, møntmester og borgmester i Malmø (død 1556).
Han stammede fra Tyskland, og i 1518 gjorde Christian II ham til møntmester i Malmø. Han fremstillede her underlødige mønter, som var med til at finansiere kongens felttog mod Sverige. I 1523 udnævnte Christian II ham til borgmester i Malmø, og da kongen samme år måtte flygte fra landet, tog Jørgen Kock kampen op og forsvarede dygtigt det belejrede Malmø. Efter byens overgivelse i 1524 lykkedes det ham at få et godt forhold til den nye konge Frederik I. Han forblev borgmester og møntmester og blev oven i købet adlet.
Han var en ivrig tilhænger af den lutherske lære, og Malmø blev hurtigt én af reformationens hovedbyer, og Jørgen Kock fik det kirkelige gods inddraget til verdslige formål.
Under Grevens Fejde stod han i nær forbindelse med Københavns borgmester Ambrosius Bogbinder og Lübecks borgmester Jürgen Wullenweber i kampen for den fordrevne konge Christian II. Da Malmø måtte overgive sig til Christian III, lykkedes det igen for overleveren Jørgen Kock at komme over på sejrherrens side. Han var formuende og ydede Christian III store lån, og i 1540 blev han igen borgmester i Malmø.
Jørgen Kocks Hus i Malmø er bevaret og er et godt eksempel på et verdsligt, sengotisk hus i Norden.